# Blaž Jaklin
Blaž Jaklin de Elefant (madžarsko elefanti Jaklin Balázs), slovenski plemič, škof in kraljevi svetovalec, * 8. september 1644, Murska Sobota, † 17. oktober, 1695.
Bil je prvi Prekmurski Slovenec, ki je postal škof.

## Življenje
Rodil se je v plemiški družini v Murski Soboti, kot sin sodnika županijske table Železne županije Franca pl. Jaklina in Ane pl. Merczaltőy de Merczaltő. V duhovnika pa je bil posvečen v župniji Estergom. Od 22. marca 1668 je župnikoval v Senecu. 10. marca 1673 je bil imenovan za požonskega (bratislavskega), 22. aprila 1674 pa za estergomskega kanonika. 22. aprila 1676 je postal dekan v Barsu, 29. junija 1679 pa prelat Svetega Jurja. 16. januarja 1688 je postal škof v Kninu, na Hrvaškem in prelat Svetega Benedikta. 10. junija 1690 je dobil funkcijo kraljskega kanclerja. Od 14. marca 1691 je bil škof Nitre.
Blaž Jaklin in Mikloš Jaklin sta ustvarila samostan na Zoborski gori Kamaldulcem. 

## Dela
Pisal je nabožna dela predvsem v madžarskem jeziku.
- Regulai, avagy rend-tartási, Tek. es Nemes Nagy-Szombath Városában lévő Nagy Bóldog Asszony Congregatiojának Sz. Miklós Püspök és Confessor Templomában, Néhai Mélt. Forgacs Ferencz Cardinál, és Esztergomi Érsek-által rendeltetett, ötödik Pál pápátúl adatot Indulgentiákkal, és Búcsúkkal, Más hozzá tartozandó szép Imádságokkal ki-szedetet aitatosságok, Nagy-Szombat, 1684.
- A halálnak mérge, melyet az itt való életünknek nyomorúságos völgyében, és süppedékes mocsarában megunalkodott, s magának legjobb részt eszessen választó Tekintetes és Nagyságos Gróff Paloczai Anna Mária Asszony a Tek. és Mélt. Gróff Battyani Kristóff Uram, a Nemes Vas Vármegye Feö-Ispannya, és koronás Királyunk ő Felsége Tanács ... szerelmes Házastársa, élete fogytával meg Kostolt és Elő nyelven ki-magyarázott Nemet Ujvárat ... 26. Nov. 1686. (U. ott). Egy példánya megvan az egyház-karcsai plébánia könyvtárában.
- Keserves Gyasz, Mellyet A Nemes Mayar Orszag Posonyi Gyáleseben Midőn az irigy Halál A Tekéntetet és Nagyságos Gróff Trakostyani Draskovich Miklost Ország Biráját ... Az élő-közűl véletlenül ki-ragatta vólna, Posonban Sz. Martony öreg Templomában Szent Anrás Havánakhuszon hetedik napján ezer hat száz nyolczvan hetedik esztendőben Temetesi pompás Tiszteletek-között Elő nyelvel, halotti dicsérettel ékessitett... U. ott, 1687.
- Az Örök Dücsőségre nyugosztoló álom által Tülünk el vált, de dicséretes cselekedeteinek emlékezetiben velünk élő Mélt. es Nagys. Groff Szent Mihály Czobor Ádám Fölséges Romai Császár és Magyar Király hadi Generalissa, Tanacsa ... Nyugodalma: Mellyet a Halottitisztességek között élő Nyelvel magyarázott...Holiczban die 11. Febr. 1692. Bécs.